# Leonid Kożuchow
Leonid Iustinowicz Kożuchow (ros. Леонид Иустинович Кожухов, ur. 23 marca 1903 we wsi Popowka w guberni besarabskiej (obecnie część Odessy), zm. 25 maja 1974 w Kijowie) – radziecki wojskowy, generał pułkownik artylerii.

## Życiorys
Od 1919 służył w Armii Czerwonej, w 1920 walczył w wojnie z Polską, w 1926 ukończył Odeską Szkołę Artylerii im. Frunzego. Był deputowanym do Rady Miejskiej Odessy (1923-1924), w latach 1926-1935 pełnił funkcje dowódcze w 9 pułku artylerii 9 Korpusu Artylerii w Północnokaukaskim Okręgu Wojskowym, 1935-1938 był naczelnikiem szkoły pułkowej. W 1938 podczas czystek w Armii Czerwonej został wyrzucony z armii i aresztowany, w śledztwie nie przyznał się do winy, w grudniu 1940 wypuszczono go z aresztu. Nauczał w technikum, w marcu 1941 został dowódcą dywizjonu artylerii, od 23 czerwca 1941 uczestniczył w wojnie z Niemcami. Walczył m.in. na 1 Froncie Ukraińskim, brał udział m.in. w walkach o Berlin i Pragę. Po wojnie pełnił funkcje dowódcze w artylerii grup wojsk stacjonujących w Austrii i na Węgrzech, później w Zabajkalskim Okręgu Wojskowym i Kijowskim Okręgu Wojskowym. 9 maja 1960 otrzymał stopień generała pułkownika artylerii, w 1961 został zwolniony do rezerwy.

## Odznaczenia
- Order Lenina
- Order Czerwonego Sztandaru (pięciokrotnie)
- Order Suworowa I klasy
- Order Suworowa II klasy
- Order Kutuzowa II klasy
- Order Bohdana Chmielnickiego
- Order Czerwonej Gwiazdy

Oraz 6 orderów węgierskich, polskich i czechosłowackich i medale.